# Mahlsdorf

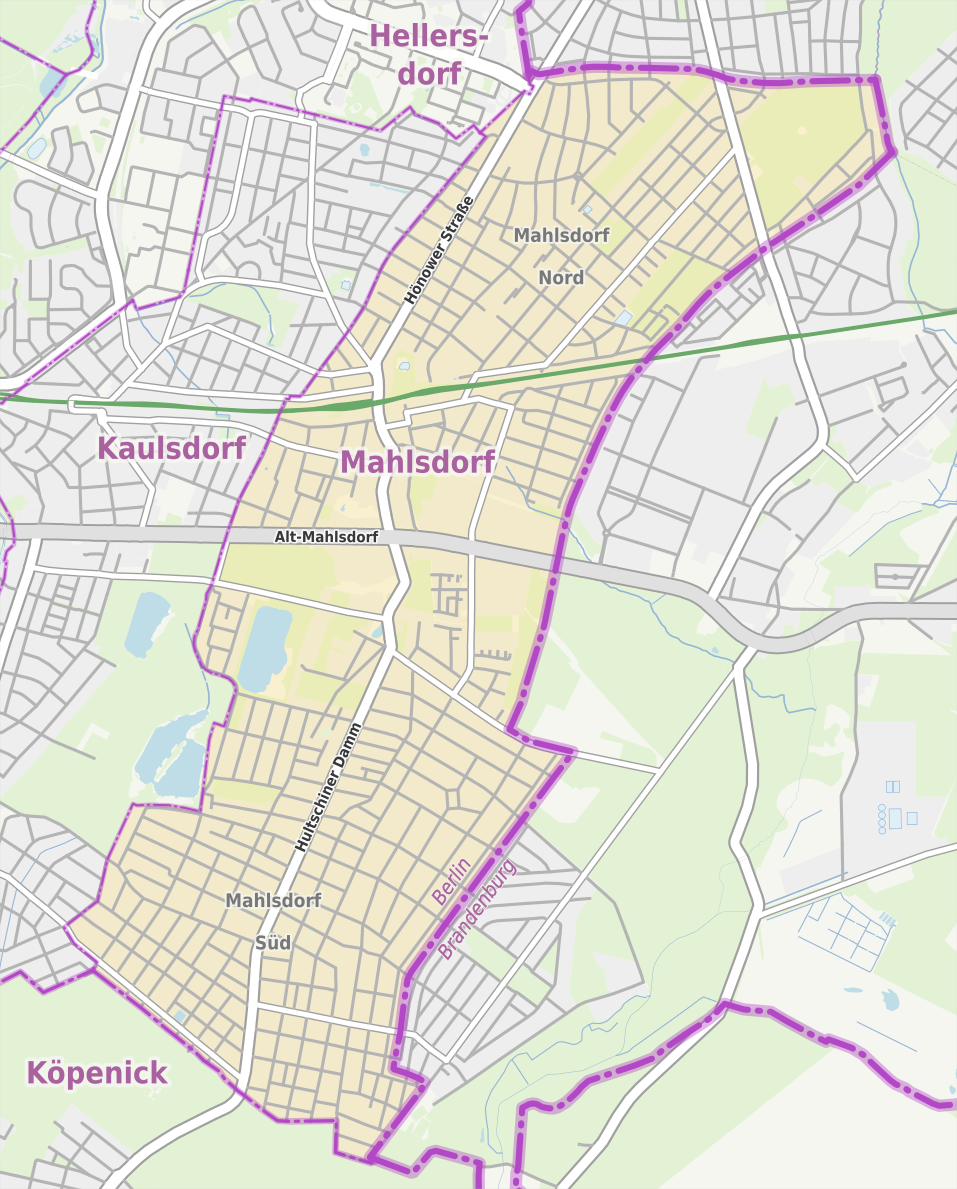
Mappa del quartiere

Mahlsdorf è un quartiere di Berlino, appartenente al distretto di Marzahn-Hellersdorf.

## Geografia fisica
Confina con i quartieri berlinesi di Kaulsdorf e Hellersdorf e con i comuni di Hoppegarten e Neuenhagen bei Berlin.

## Storia
Già comune autonomo, venne annessa nel 1920 alla "Grande Berlino", venendo assegnata al distretto di Lichtenberg.